# Aïcha Chenna
Aïcha Chenna (in arabo عائشة الشنا‎?; Casablanca, 14 agosto 1941 – Casablanca, 25 settembre 2022) è stata un'attivista marocchina.

## Biografia
Nacque a Casablanca nel 1941 e crebbe a Marrakech. Tornò a Casablanca nel 1953 per conseguire gli studi secondari in lingua francese: frequentò la Scuola Foch e il Liceo Joffre, per poi diplomarsi in scienze infermieristiche nel 1960. Nel 1958 lavorò come volontaria nella lotta alla tubercolosi alla prefettura di Casablanca, restando poi nel settore sanitario fino al 1980. Nel 1972 si unì all'Union Nationale des Femmes Marocaines e nel 1985 fondò l'Association Solidarité Féminine, associazione impegnata nell'assistenza a ragazze madri e donne vittime di stupro, incesto e prostituzione. Nel 1991 partecipò alla conferenza Racine de l'Avenir a Parigi, in preparazione al Summit della Terra tenuto a Rio de Janeiro nel 1992. Militò nel corso degli anni per una riforma del diritto familiare che potesse assicurare una maggior tutela per la madri non sposate. Il suo impegno le valse spesso l'ostilità di alcuni conservatori religiosi, i quali accusarono la sua associazione di diffondere corruzione morale nella società marocchina. Si definì in più occasioni "laica nella mente e musulmana nel cuore". Nel 2009 le fu conferito l'Opus Prize, per un valore di un milione di dollari. Morì a Casablanca il 25 settembre 2022, all'età di 81 anni.

## Opere
- Miseria (1995)